# Andrej Flajs
Andrej Flajs est un joueur slovène de volley-ball né le 11 mars 1983 à Celje. Il mesure 1,89 m et joue réceptionneur-attaquant.

## Clubs
| Club                  | Pays     | De        | À         |
| --------------------- | -------- | --------- | --------- |
| Autocommerce Bled     | Slovénie | 2005-2006 | 2006-2007 |
| Beauvais Olympique UC | France   | 2007-2008 | 2007-2008 |
| Autocommerce Bled     | Slovénie | 2008-2009 | 2008-2009 |

## Palmarès
- Top Teams Cup (1)
  - Vainqueur : 2007
- MEVZA (1)
  - Vainqueur : 2007
- Championnat de Slovénie (3)
  - Vainqueur : 2005, 2006, 2007
- Coupe de Slovénie (2)
  - Vainqueur : 2005, 2007
- Coupe de France (1)
  - Vainqueur : 2008